# Hanna Ardéhn
Hanna Margareta Ardéhn, född 4 oktober 1995 i Österåker-Östra Ryds församling, Stockholms län, är en svensk skådespelare.

## Biografi
Ardéhn är uppväxt i Åkersberga och blev i ung ålder intresserad av film och skådespeleri. Hon började som skådespelare i en liten teatergrupp för barn när hon var sex år och fortsatte tills hon var 18 år. År 2010 fick hon sin första filmroll i 7X - Lika barn leka bäst. Detta ledde till en roll i SVT-producerade Dubbelliv (2011 och 2012) som sändes på Barnkanalen. Därefter fick hon en roll i det svenska tv-dramat 30 grader i februari (2012 och 2015), där hon spelar rollfiguren Joy.
I serien Störst av allt (2019) spelar hon huvudrollen Maja. Serien bygger på romanen med samma namn skriven av Malin Persson Giolito. Det blev den första svenskproducerade originalserien för Netflix. För sin roll i Störst av allt vann hon Kristallen 2019 som årets kvinnliga skådespelerska i en tv-produktion. År 2023 tilldelades hon Rising Star Award vid Stockholms filmfestival.
2024 deltog hon i tv-programmet Masked Singer.
Vid sidan av skådespeleriet är Ardéhn legitimerad psykolog, efter att ha studerat vid Linköpings universitet.

## Filmografi
- 2007 – Lidingöligan
- 2008 – Nio med JO (TV-serie)
- 2011–2012 – Dubbelliv (TV-serie) som Amanda
- 2010 – 7X – Lika barn leka bäst som Martina
- 2012–2015 – 30 grader i februari (TV-serie) som Joy
- 2015 – Krigarnas ö som Nicke
- 2019 – Störst av allt (TV-serie) som Maria "Maja" Norberg
- 2021 – Maria Wern  (TV-serie) som militären Isabell.
- 2022 - The Playlist (TV-serie) som Lisa
- 2022 – Nattryttarna (TV-serie) som Victoria
- 2022 - Julstormen (TV-serie) som  Diana
- 2023 – Leva life (TV-serie)
- 2024 – Tabitas Tattoo (TV-serie)